# SK Austria Kärnten
SK Austria Kärnten foi um clube de futebol da cidade de Klagenfurt capital da província austríaco Caríntia. O clube foi fundado em 1 de Junho de 2007 e jogou com a licença do clube falido FC Superfund de Pasching na primeira divisão, a Bundesliga da Áustria. 
Depois a falência do clube em 2010 foi reformado como FC Pasching, que tornou-se em 2013 o primeiro clube da terceira divisão de ganhou a Copa da Áustria de Futebol.

## Estádio
Austria Klagenfurt mandou os seus jogos no Wörthersee Stadion, em alguns anos conhecido como Hypo-Arena, que tem um capacidade para 32.000 pessoas.

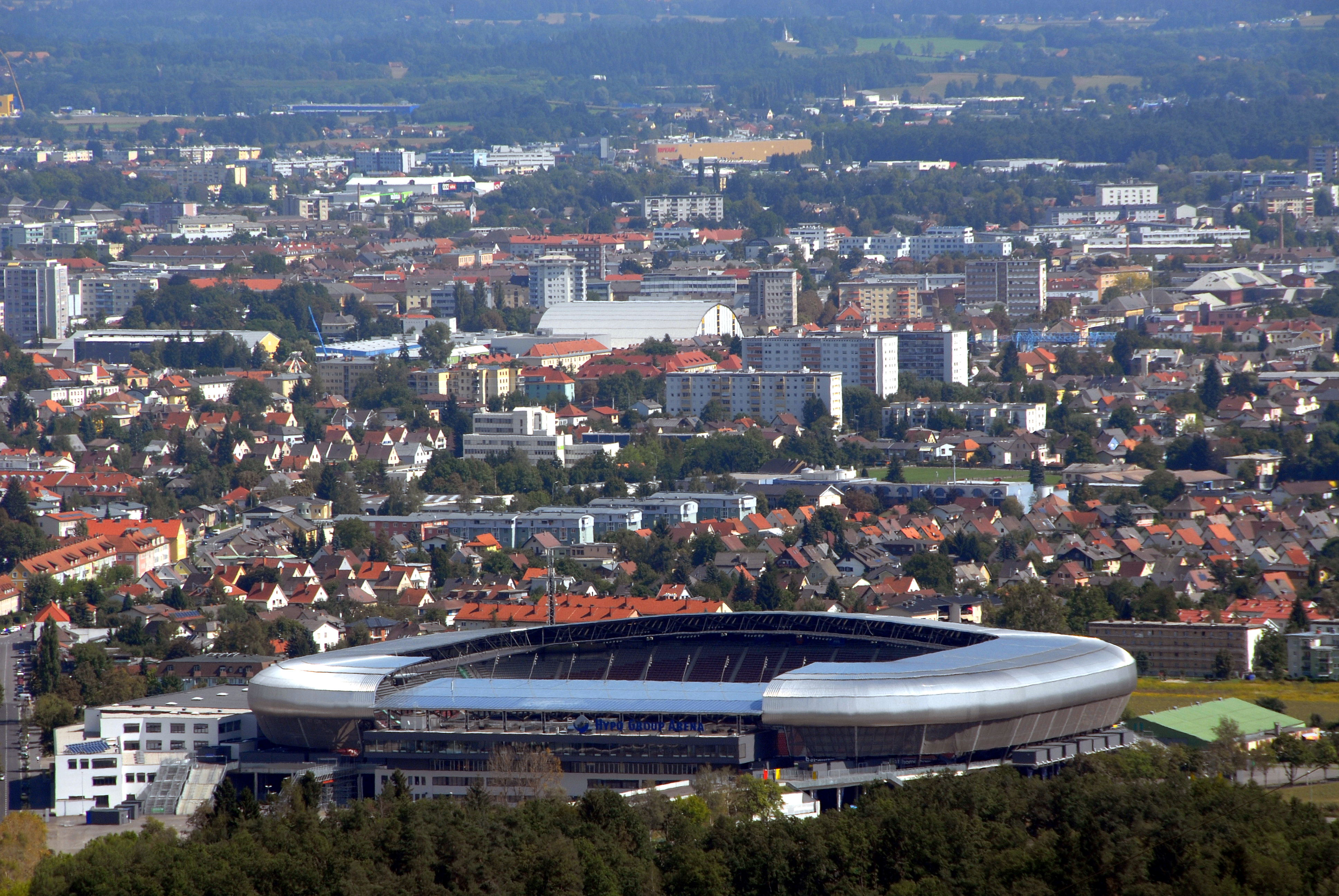
Vista de 2008
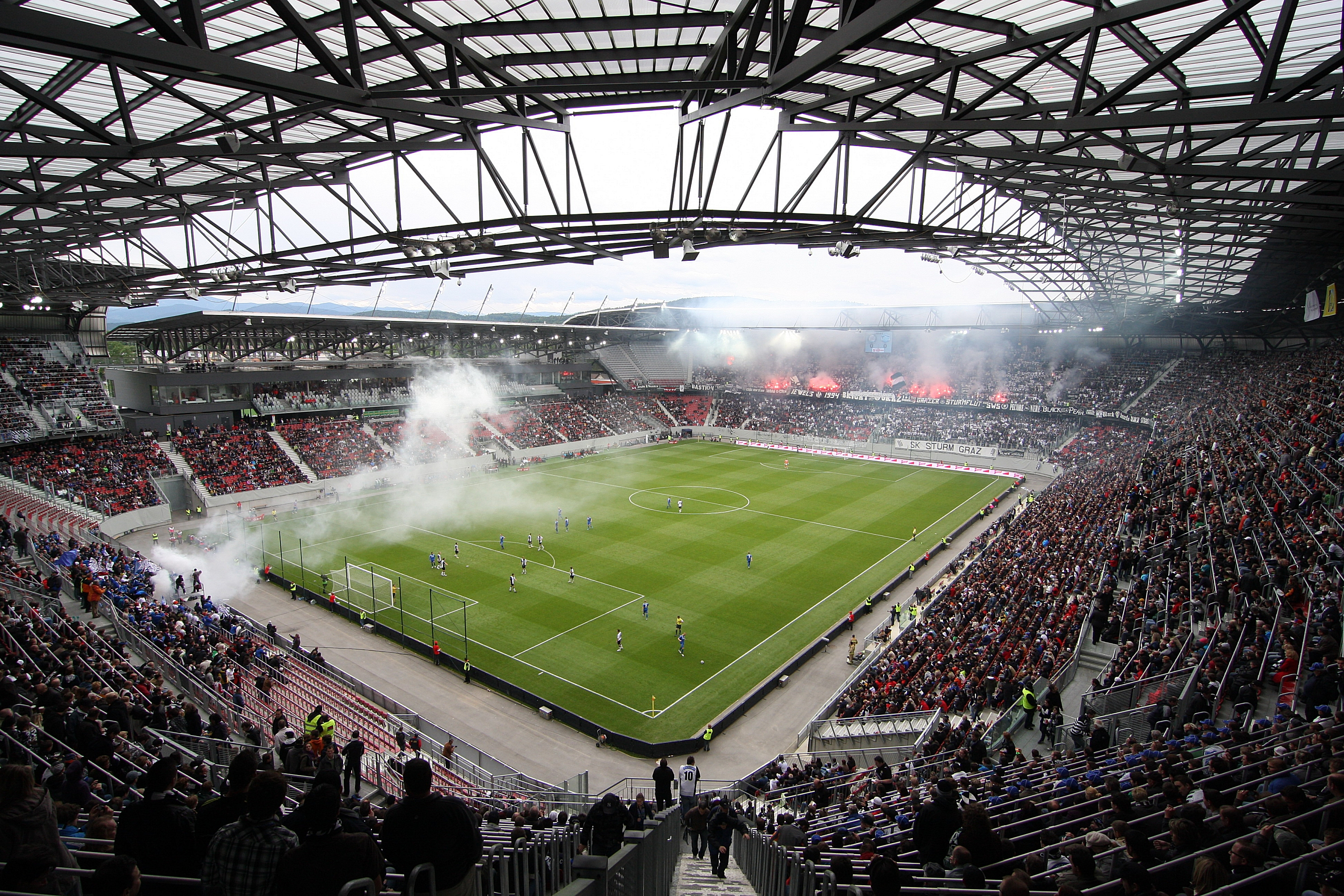
Final da Copa da Áustria de 2010
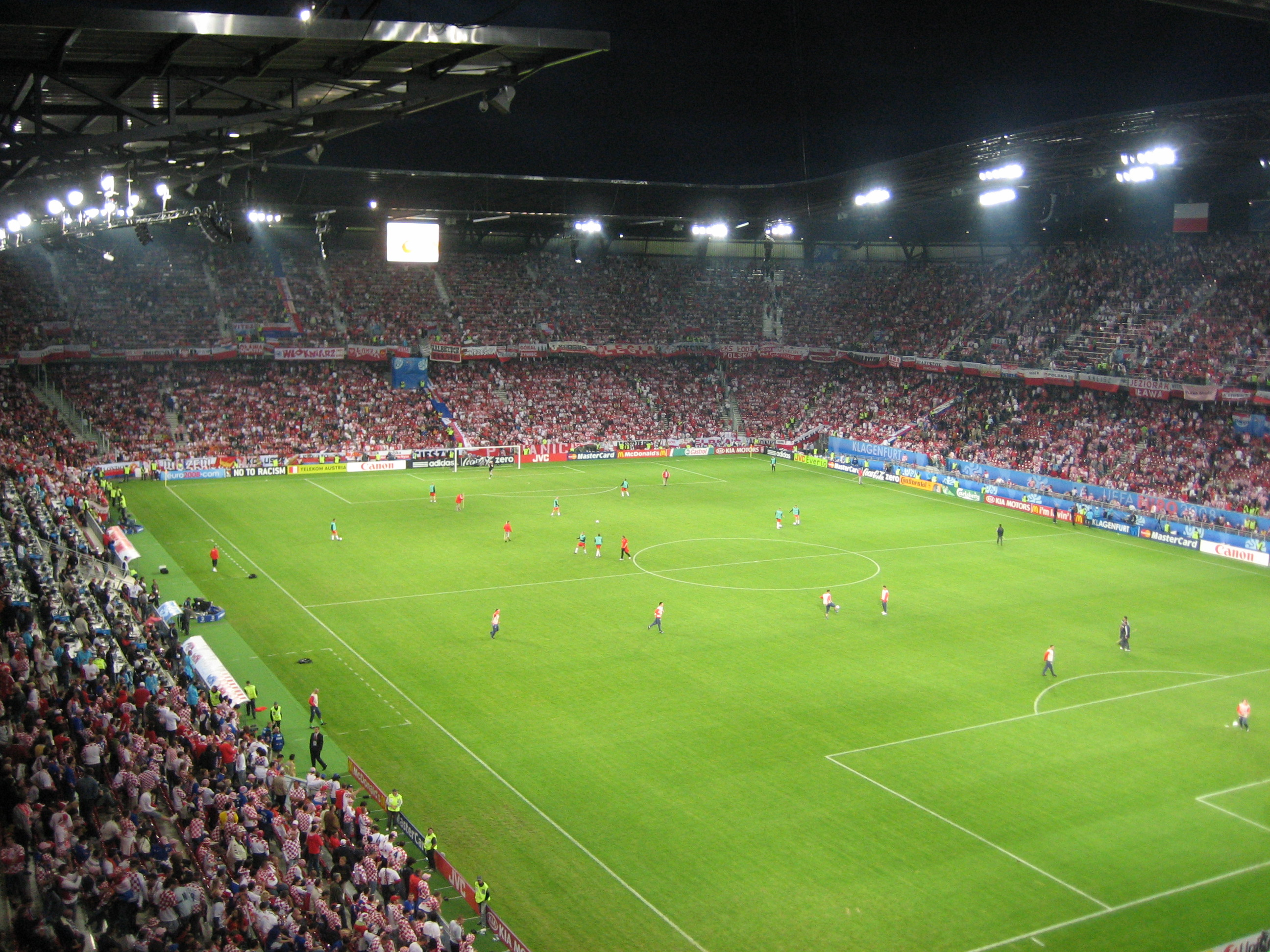
Jogo do Campeonato Europeu de 2008